# Desmodora polychaeta
Desmodora polychaeta är en rundmaskart. Desmodora polychaeta ingår i släktet Desmodora, och familjen Desmodoridae. Arten är reproducerande i Sverige.